# Poukhavitchy (voblast de Minsk)
Poukhavitchy (biélorusse : Пухавічы, Puchavičy polonais : Puchowicze, russe : Пухавичи Pukhavichi) est un village du raïon de Poukhavitchy, Voblast de Minsk, Biélorussie.

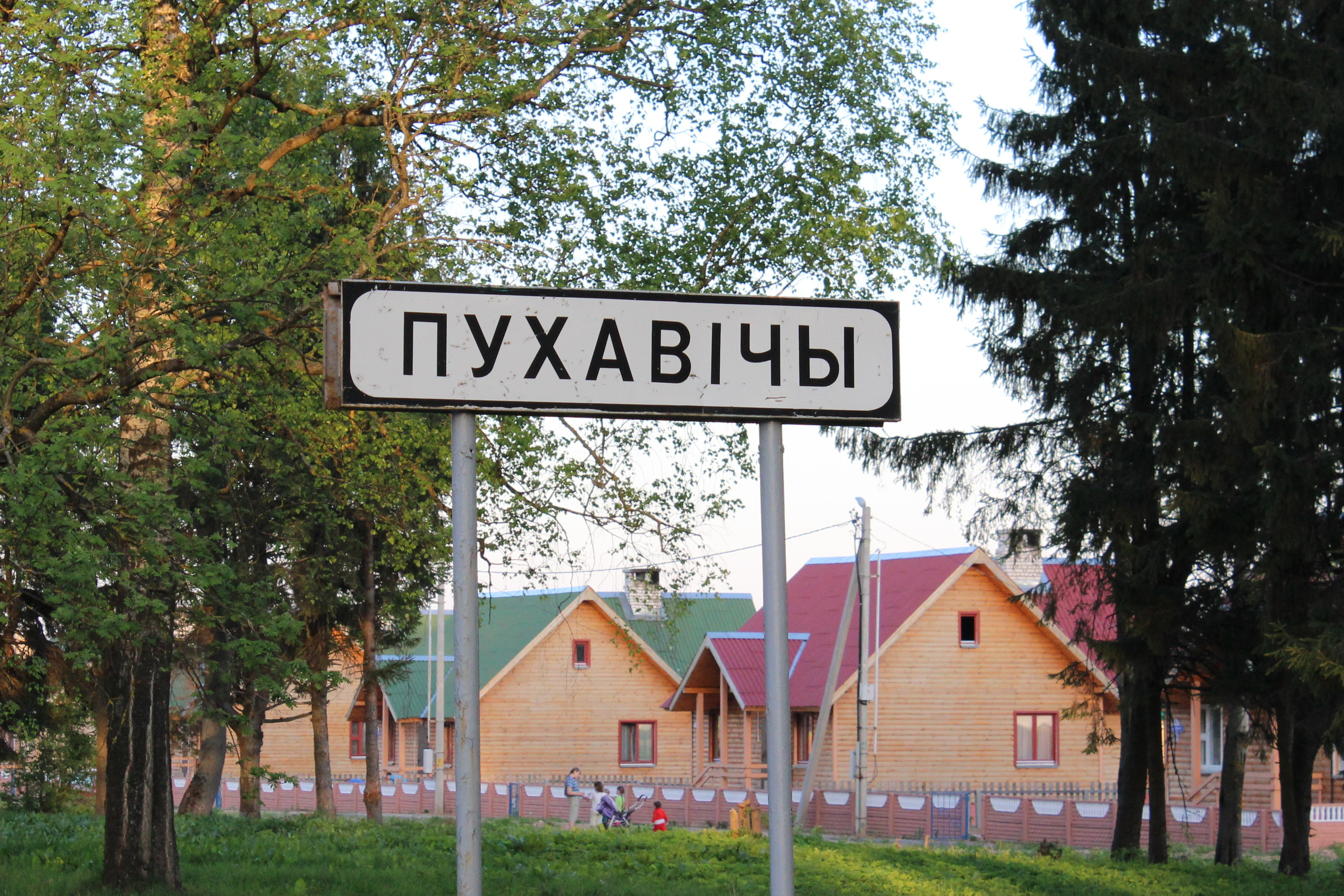
Paysage de Poukhavitchy

## Histoire
En décembre 1926, la communauté juive locale représente 43 % de la population totale avec 929 membres. Les Allemands occupent la ville à la fin du mois de juin 1941. La population juive est assassinée en 1941.

## Résidents célèbres
Anatol Volny : était un artiste Biélorusse, poète, écrivain et journaliste.